# Calathea taeniosa
Calathea taeniosa är en strimbladsväxtart som beskrevs av Joriss. Calathea taeniosa ingår i släktet Calathea och familjen strimbladsväxter. Inga underarter finns listade.